# Diego Medina (calciatore 2001)
Diego Javier Medina Vázquez (Torreón, 12 marzo 2001) è un calciatore messicano, attaccante del Santos Laguna.

## Carriera

### Club
Cresciuto nel settore giovanile del Santos Laguna, debutta in prima squadra il 30 luglio 2019, in occasione dell'incontro di Copa MX pareggiato per 1-1 contro il Correcaminos UAT. In seguito viene ceduto in prestito al Tampico Madero, con cui gioca per una stagione e mezza in seconda divisione. Rientrato alla base agli inizi del 2022, il 23 gennaio 2022 ha esordito in Liga MX, disputando l'incontro perso per 1-4 contro il Necaxa. Il 27 febbraio successivo sigla la sua prima rete in campionato, nell'incontro vinto per 1-2 contro il Cruz Azul.

### Nazionale
Nel 2022 ha preso parte al Torneo di Tolone con la nazionale messicana Under-20.

## Statistiche

### Presenze e reti nei club
Statistiche aggiornate al 19 febbraio 2023.
| Stagione              | Squadra               | Campionato            | Campionato | Campionato | Coppe nazionali | Coppe nazionali | Coppe nazionali | Coppe continentali | Coppe continentali | Coppe continentali | Altre coppe | Altre coppe | Altre coppe | Totale | Totale |
| Stagione              | Squadra               | Comp                  | Pres       | Reti       | Comp            | Pres            | Reti            | Comp               | Pres               | Reti               | Comp        | Pres        | Reti        | Pres   | Reti   |
| --------------------- | --------------------- | --------------------- | ---------- | ---------- | --------------- | --------------- | --------------- | ------------------ | ------------------ | ------------------ | ----------- | ----------- | ----------- | ------ | ------ |
| 2019-2020             | Santos Laguna         | LM                    | 0          | 0          | CM              | 6               | 0               |                    | -                  | -                  |             | -           | -           | 6      | 0      |
| 2020-2021             | Tampico Madero        | LE                    | 20         | 4          |                 | -               | -               |                    | -                  | -                  |             | -           | -           | 20     | 4      |
| lug.-dic. 2021        | Tampico Madero        | LE                    | 21         | 3          |                 | -               | -               |                    | -                  | -                  |             | -           | -           | 21     | 3      |
| Totale Tampico Madero | Totale Tampico Madero | Totale Tampico Madero | 41         | 7          |                 | -               | -               |                    | -                  | -                  |             | -           | -           | 41     | 7      |
| gen.-giu. 2022        | Santos Laguna         | LM                    | 11         | 1          |                 | -               | -               | CCL                | 1                  | 0                  |             | -           | -           | 12     | 1      |
| 2022-2023             | Santos Laguna         | LM                    | 16         | 3          |                 | -               | -               |                    | -                  | -                  |             | -           | -           | 16     | 3      |
| Totale Santos Laguna  | Totale Santos Laguna  | Totale Santos Laguna  | 27         | 4          |                 | 6               | 0               |                    | 1                  | 0                  |             | -           | -           | 34     | 4      |
| Totale carriera       | Totale carriera       | Totale carriera       | 68         | 11         |                 | 6               | 0               |                    | 1                  | 0                  |             | -           | -           | 75     | 11     |